# Altay
Altay ist ein türkischer männlicher Vorname. Es handelt sich um die türkische Schreibweise des Altai, der in der türkischen Nationalmythologie eine hervorgehobene Rolle spielt. Der Vorname tritt auch als Familienname auf.

## Namensträger

### Vorname
- Altay Bayındır (* 1998), türkischer Fußballspieler
- Altay Coşkun (* 1970), deutsch-türkischer Althistoriker
- Ömer Altay Egesel (1913–1985), türkischer Jurist und Vorsitzender Richter im 1. Strafsenat des Kassationshofs
- Altay Yavuzaslan (1942–1997), türkischer Fußballspieler

### Familienname
- Fahrettin Altay (1880–1974), türkischer General
- Orhan Altay (* 1978), türkischer Fußballspieler und -trainer
- Şefik Vural Altay (* 1959), türkischer Botschafter

## Sonstiges
- Altay (Kampfpanzer), ein nach Fahrettin Altay benannter türkischer Kampfpanzer